# Илия Драгомиров
Илия Драгомиров (12 декември 1939 г. – 19 февруари 2015 г.), наричан по прякор Линко, е български футболист, нападател, легенда на Ботев (Враца).

## Биография
Цялата състезателна кариера на Драгомиров преминава в Ботев (Враца). Включен е в мъжкия състав на 18-годишна възраст и е неизменна част от него до 1970 г.
Има огромен принос за историческото влизане на Ботев в А група през 1964 г. На 21 юни 1964 г. Драгомиров вкарва два гола и прави две асистенции за победата c 5:2 над Септемврийска слава, която осигурява промоцията.
За Ботев изиграва общо 257 мача и вкарва 139 гола – 138 мача с 52 гола в А група и 119 мача с 87 гола в Б група.